# Municipio de Greenville (Ohio)
El municipio de Greenville (en inglés: Greenville Township) es un municipio ubicado en el condado de Darke en el estado estadounidense de Ohio. En el año 2010 tenía una población de 17613 habitantes y una densidad poblacional de 118,29 personas por km².

## Geografía
El municipio de Greenville se encuentra ubicado en las coordenadas 40°6′57″N 84°38′23″O / 40.11583, -84.63972. Según la Oficina del Censo de los Estados Unidos, el municipio tiene una superficie total de 148.9 km², de la cual 148.35 km² corresponden a tierra firme y (0.37%) 0.55 km² es agua.

## Demografía
Según el censo de 2010, había 17613 personas residiendo en el municipio de Greenville. La densidad de población era de 118,29 hab./km². De los 17613 habitantes, el municipio de Greenville estaba compuesto por el 97.08% blancos, el 0.7% eran afroamericanos, el 0.19% eran amerindios, el 0.58% eran asiáticos, el 0.02% eran isleños del Pacífico, el 0.35% eran de otras razas y el 1.08% pertenecían a dos o más razas. Del total de la población el 1.27% eran hispanos o latinos de cualquier raza.